# Cortes de Lisboa de 1828
As Cortes de Lisboa de 1828 foram cortes portuguesas convocadas por Dom Miguel I, o Absolutista, para estudar a controvérsia quanto à vaga ao trono de Dom João VI, como consequência de se ter dado a Independência do Brasil, separando-o do Reino Unido de Portugal, Brasil e Algarves, onde o seu irmão mais velho aceitou ser o Imperador do Brasil. Foram convocadas no dia 3 de maio e o encontro deu-se na freguesia de Ajuda.
Após a sua chegada de Viena em fevereiro de 1828 e fruto dos recentes acontecimentos, uma representação da nobreza pediu ao então regente Miguel que aceitasse ser rei de Portugal. Este decide, por decreto, convocar os Três Estados, "de acordo com a constituição histórica, conforme estudo levado a cabo pela junta para a reforma eleitoral segundo os usos, e estilos, desta Monarquia, e na forma praticada em semelhantes ocasiões, considerando que o faz conforme a necessidade já reconhecida por El-Rei Meu Senhor e pai, que Santa glória haja, na Carta de Lei de 4 de junho de 1824 e para que reconheçam a aplicação dos graves pontos de direito português, e por este modo se restituam a concórdia e sossego público, e possam tomar assento e boa direção todos os importantes negócios do Estado".
Esta convocação, de acordo com os conselhos do duque de Cadaval e do visconde de Santarém, terá desagradado à fação apostólica do partido absolutista de D. Carlota Joaquina e do Conde de Basto.
Em 6 de maio seguem as cartas de convocação, recomendando-se que a escolha dos procuradores dos povos pelas Câmaras municipais incidisse sobre "pessoas não suspeitas, que pretendam somente o serviço de Deus e do trono, e zelo do bem público".
Em 7 de maio são emitidos avisos do ministro da justiça aos corregedores das comarcas, onde se apela à manutenção da ordem pública, "para que o mundo conheça que por uma vez acabaram entre nós essas tentativas revolucionárias com que uma fação perversa desde o ano de 1820 tanto mal nos tem feito e tanto nos tem desacreditado. Os condicionamentos às escolhas são óbvios. Uma circular do intendente-geral da polícia do dia 17 classifica como subornados os votos a favor de D. Pedro e da Carta. E manda proceder a devassas a pessoas mal intencionadas, facciosas e inimigas das instituições e leis fundamentais da monarquia (que) premeditem subornar os eleitores para obterem votos … devendo considerar e classificar como subornados os votos que recaírem em indivíduos facciosos, e que pelos seus sentimentos e opiniões políticas se tenham pronunciado inimigos dos verdadeiros princípios da legitimidade e sectários das novas instituições".
O modelo obedecia ao mais rigoroso constitucionalismo, significando o triunfo daquela ala moderada do miguelismo que, à semelhança de idêntica franja dos pedristas, procurava retomar o consensualismo do Portugal Velho que havia sido eliminado pelo ministerialismo iluminista do absolutismo.
Em 23 de junho já reuniam os Três Estados: 155 delegados do Povo, entre os quais delegados de 84 concelhos; 29 delegados do Clero (o Patriarca de Lisboa, seis bispos, grão-priores de todas as ordens militares, prelados, abades e priores); 110 da nobreza (12 marqueses, 41 condes, viscondes e barões), num total de 294 membros. Os delegados de Braga, Viseu, Guimarães e Aveiro não puderam comparecer porque as cidades em causa estavam na posse dos revoltosos liberais.
Inaugura a sessão D. Miguel. O bispo de Viseu, D. Francisco Alexandre Lobo, que fora ministro cartista, em 1826, profere o discurso de proposição. Responde-lhe, pelo braço popular, o procurador letrado por Lisboa, José Acúrsio das Neves.
No dia 25, reúnem-se separadamente: o estado do povo no Convento de São Francisco; o do clero, na Igreja de Santo António da Sé; o da nobreza, na Igreja de São Roque.
Depois uma comissão conjunta redigiu a declaração final: considera-se que desde 15 de novembro de 1825, data da ratificação do tratado que confirmou a independência do Brasil, D. Pedro, como soberano de um Estado estrangeiro, perdeu o direito à sucessão de Portugal e que, portanto, nunca poderia transmitir a um dos seus descendentes o direito a uma sucessão que não herdara; muito menos a uma filha menor, D. Maria, Princesa do Grão-Pará, também ela estrangeira. Neste sentido, estando excluído o filho primogénito de D. João VI, de acordo com as leis fundamentais da monarquia, devia suceder-lhe o filho segundo, o Infante D. Miguel.